# КрАЗ-260
КрАЗ-260 (англ. KrAZ-260) — важкий вантажний автомобіль-всюдихід з колісною формулою 6x6 вантажопідйомністю 9 тонн, що випускався серійно Кременчуцьким автомобільним заводом з 1981 по 1993 роки.
Автомобіль КрАЗ-260 призначений для перевезення різних вантажів і особового складу по дорогах всіх категорій і бездоріжжю. На аеродромах застосовується для буксирування літальних апаратів масою до 75 т.

## Історія
Розробка вантажного автомобіля підвищеної прохідності КрАЗ-260 почалася в КБ Кременчуцького автомобільного заводу в 1960-х роках під керівництвом головного конструктора В. В. Таболіна.
Перша дослідно-промислова партія КрАЗ-260 була виготовлена в 1979 році. Автомобіль пройшов всебічні випробування в НДІ-21 в Бронниці. Впровадження у виробництво затрималося через відсутність на заводі потужностей для виготовлення суцільнометалевих кабін.
Серійне виробництво почалося в 1981 році і велося паралельно з КрАЗ-255Б1. КрАЗ-260 призначався для заміни автомобіля КрАЗ-255Б. Плани виробництва передбачали поступове припинення виробництва старих моделей і перехід на виробництво КрАЗ-250 і КрАЗ-260 в другій половині 1980х років (в 1987 році обсяг випуску КрАЗ-250 і КрАЗ-260 повинен був становити 30%, в 1988 році - 53%, в 1989 році - 100%).
Серійне виробництво КрАЗ-260 тривало до 1993 року (всього було випущено 15 279 шт.), після чого на конвеєрі його змінив досконаліший КрАЗ-6322.

## Опис моделі
Автомобіль отримав нову суцільнометалеву кабіну (від КрАЗ-250) з новою системою обігріву і оперення. Для поліпшення огляду кабіна була дещо насунута на двигун, що дозволило збільшити довжину вантажної платформи. Встановлений потужніший двигун ЯМЗ-238Л з турбонадувом потужністю 300 к.с. Все це дозволило збільшити вантажопідйомність на 1,5 т.
КрАЗ-260 має капотне компонування. Вантажна платформа металева з заднім відкидним бортом, забезпечена відкидними лавками, дугами і тентом. Для збільшення прохідності застосовано підключення повного приводу, короткі передній і задній звиси, односхилу ошиновку, систему регулювання тиску в шинах. Силова установка складається з 8-циліндрового V-подібного чотиритактного багатопаливних дизеля з турбонадувом ЯМЗ-238Л (з 1984 року ЯМЗ-238А). Є передпусковий підігрівач і пристрій «Термостарт», що полегшує пуск двигуна при низькій температурі. У випускній системі відсутній глушник — частина енергії відпрацьованих газів поглинає турбіна нагнітача. Запас палива розміщений у 2 основних і 1 додатковому паливних баках. Зчеплення дводискове сухе.
Коробка передач ЯМЗ-238Б 4-ступінчаста з синхронізаторами на всіх передачах крім заднього ходу. Вона виконана в блоці з двоступінчастим демультіплікатором, мають пневмопривід перемикання передач. Роздавальна коробка двоступенева з електропневматичним пристроєм перемикання передач. У неї вмонтований міжосьовий диференціал. Середній міст прохідного типу. Рульовий механізм (від автомобіля МАЗ-5336) оснащений гідропідсилювачем. Підвіска ресорна з гідравлічними телескопічними амортизаторами. Робочий гальмо барабанного типу на всі колеса з роздільним пневматичним приводом. Гальмо стоянки з пружинними енергоакумулятором діє на візок. Є допоміжний моторне гальмо з пневмоприводом. Під вантажний платформою встановлена лебідка для самовитаскування (тягове зусилля 12000 кгс, довжина троса 55 м).
Кабіна суцільнометалева, обладнана системами опалення та вентиляції. Сидіння регулюються по висоті, відстані до керма і куту нахилу спинки. На даху кабіни встановлена фара-шукач. У штатну комплектацію входить радіоприймач.

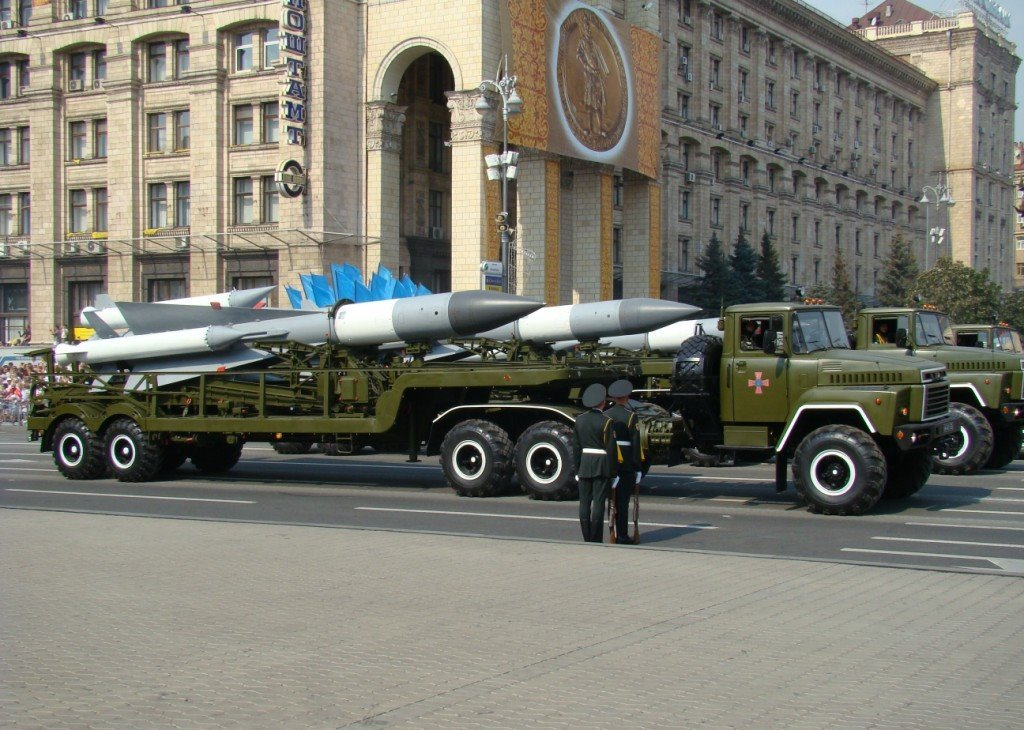
Зенітно-ракетний комплекс С-200 (КрАЗ-260В).
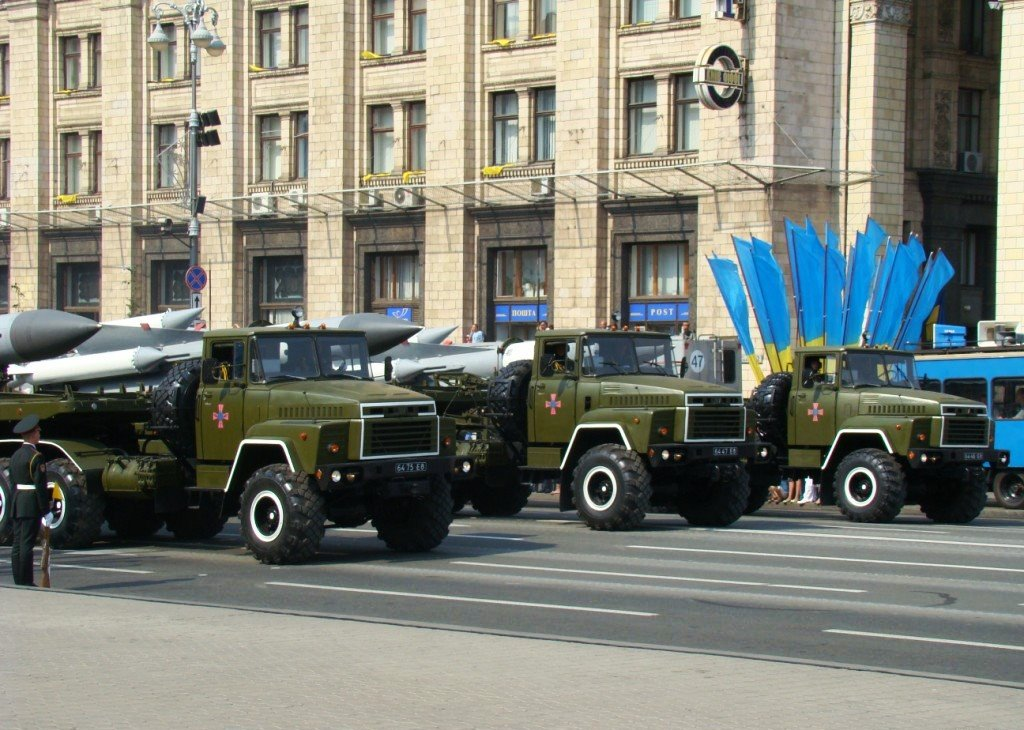
Зенітно-ракетний комплекс С-200.
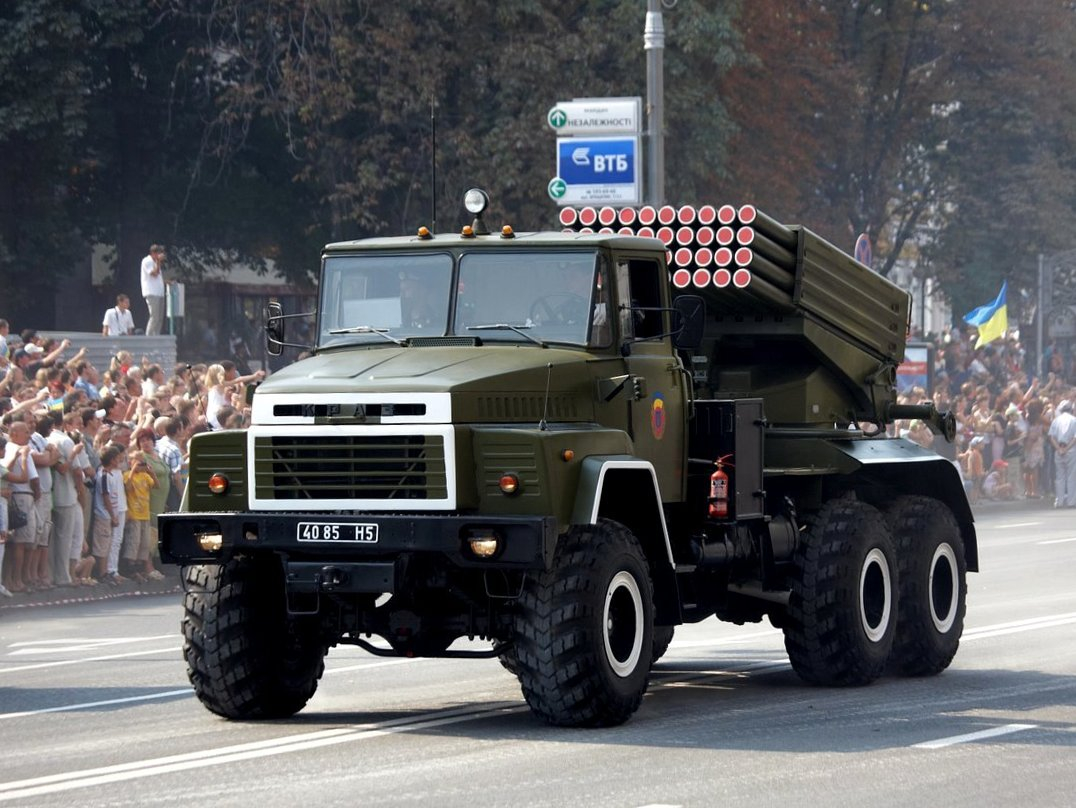
Система 9K51 «Град» в День Перемоги в Києві, 2008 рік.
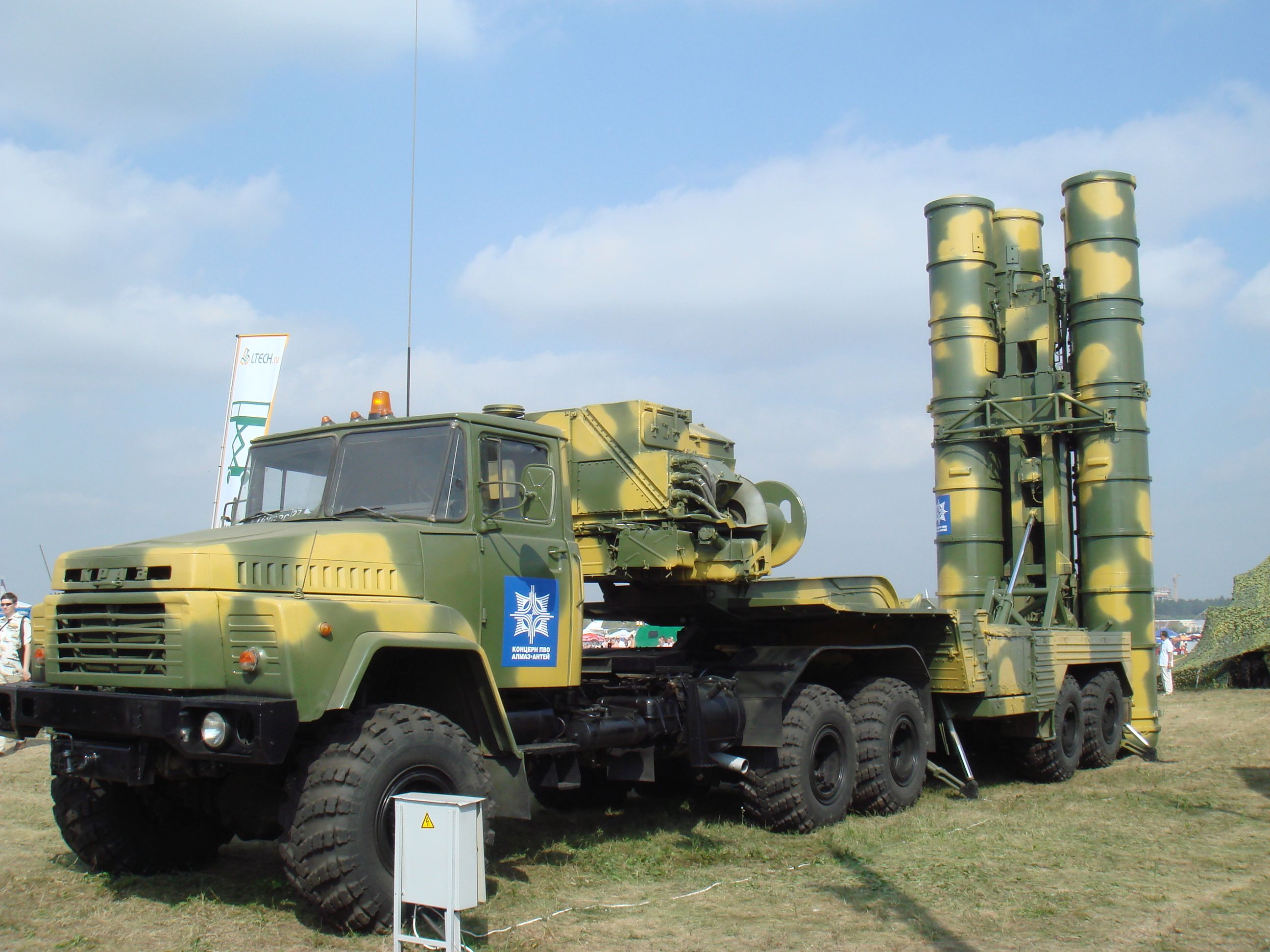
ЗРС С-300ПМУ2 «Фаворит» с сідловим тягачем КрАЗ-260В на виставці «МАКС 2007».

## Бойове застосування
Під час російського вторгнення в Україну українські військові знищили російську автоцистерну на базі КрАЗ-260 у селі Левковичі Чергінівської області, а також захопили російську автоцистерну на базі КрАЗ-260 у Київській області.

## Модифікації автомобіля
- КрАЗ-260 — базова модель. Випускався з 1981 року.
- КрАЗ-260А — з дизелем ЯМЗ-238Н. Відрізнявся відсутністю бензоцентробіжних насосів БЦН-1 і додаткового паливного бака.
- КрАЗ-260В — сідловий тягач. Відрізняється сідлом і укороченою в задній частині рамою. Призначений для роботи з напівпричепом повною масою до 27,5 т (на ґрунті 23 т).
- КрАЗ-260Г — подовжене шасі.
- КрАЗ-260Д — дослідний сідловий тягач для активного автопоїзда. Виготовлено 2 автомобілі.
- КрАЗ-260Л — дослідний лісовоз. Конструкція аналогічна КрАЗ-255Л1.
- КрАЗ-6437 — серійний лісовоз. Відрізняється конструкцією ходової частини.

## На озброєнні
- Україна
- СРСР